# الرخام (المحويت)

تعديل مصدري - تعديل

الرخام هي إحدى قرى عزلة قبلة ابن عبد الله بمديرية المحويت التابعة لمحافظة المحويت، بلغ تعداد سكانها 470 نسمة حسب تعداد اليمن لعام 2004.